# Wolfram Dunger

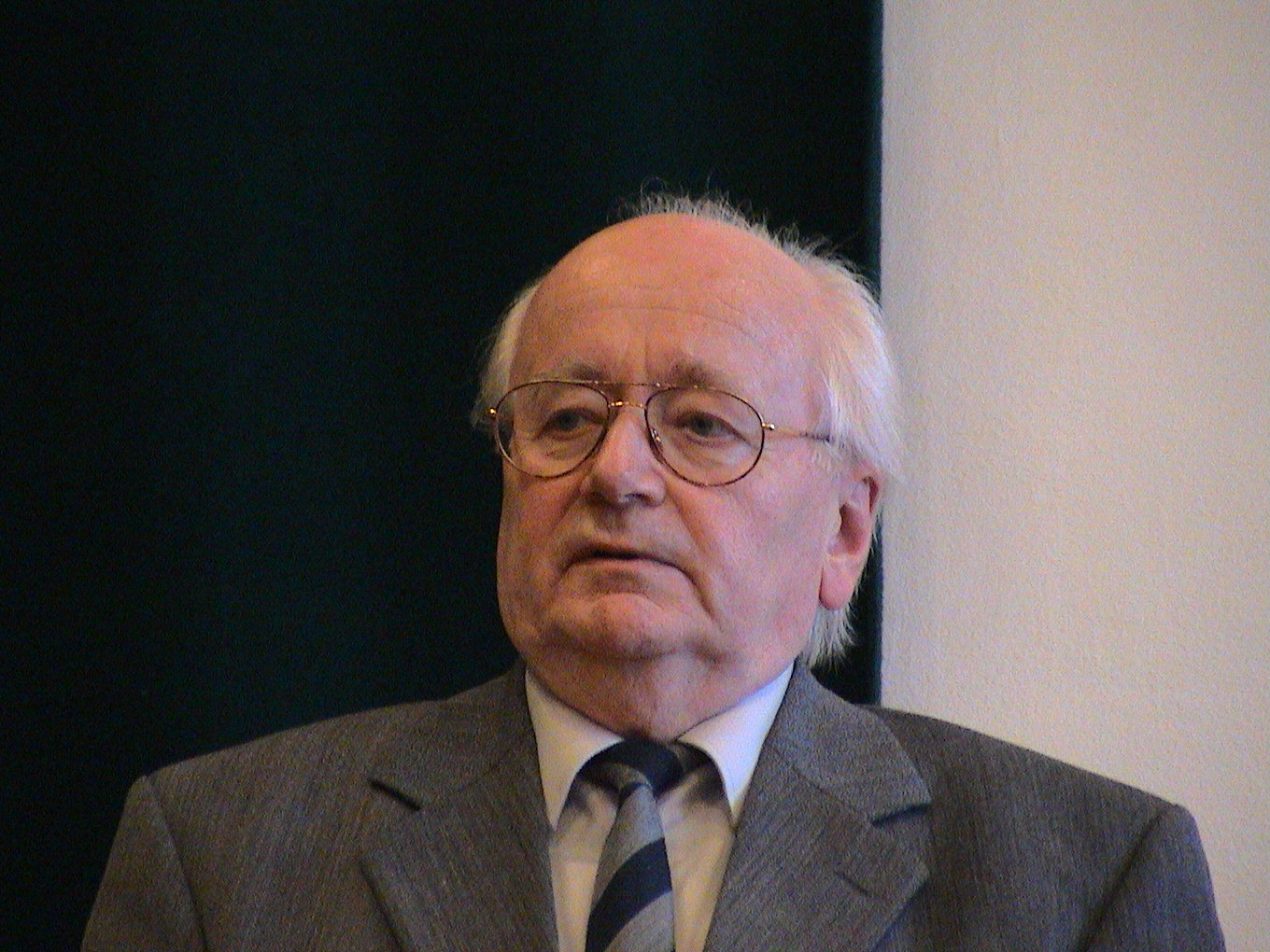
Wolfram Dunger (2002)

Wolfram Gottfried Dunger (* 9. Oktober 1929 in Zittau; † 24. Januar 2019 in Görlitz) war ein deutscher Biologe und Bodenzoologe. Von 1959 bis 1995 war er Leiter des Staatlichen Museums für Naturkunde in Görlitz.

## Leben
Dunger studierte Biologie und Bodenkunde an der Universität Leipzig. Von 1953 bis 1958 wirkte er als wissenschaftlicher Assistent und Kustos am Zoologischen Institut und Museum der Karl-Marx-Universität Leipzig, ehe er 1958 als wissenschaftlicher Redakteur an das Bibliographische Institut Leipzig wechselte. Er promovierte mit einer Dissertation zum Thema „Über die Zersetzung der Laubstreu durch die Boden-Makrofauna im Auenwald“. 1959 wurde er Direktor des Staatlichen Museums für Naturkunde Görlitz. Während seiner Zeit als Museumsdirektor machte er die Einrichtung zu einer international renommierten Forschungsstätte. Ihm gelang es, renommierte Bodenzoologen an das Görlitzer Museum zu holen. Im Rahmen seiner Tätigkeit für das Museum war er in der Erforschung der Wiederbesiedlung von durch Bergbau zerstörten Böden durch Bodentiere und die damit einhergehende Nutzbarmachung der Böden engagiert. 1968 habilitierte er zum Thema „Die Entwicklung der Bodenfauna auf rekultivierten Kippen und Halden des Braunkohlenbergbaues: Ein Beitrag zur pedozoologischen Standortsdiagnose“ an der Technischen Universität Dresden und lehrte in der Folge Spezielle Zoologie an der Humboldt-Universität zu Berlin. 1990 war er Honorarprofessor für Ökologie an der Universität Leipzig. 1995 übergab er die Leitung des Staatlichen Museums für Naturkunde in Görlitz an Willi Xylander.
Dunger war Mitbegründer der Internationalen Symposien für Entomofaunistik Mitteleuropas sowie Initiator, Mitbegründer und Vorsitzender der Naturforschenden Gesellschaft der Oberlausitz. Er zählt zu den bekanntesten deutschen Bodenzoologen des 20. Jahrhunderts und war seit 1999 Ehrenbürger der Stadt Görlitz.

## Schriften (Auswahl)
- Über die Zersetzung der Laubstreu durch die Boden-Makrofauna im Auenwald (Dissertation), Leipzig, 1957.
- Die Entwicklung der Bodenfauna auf rekultivierten Kippen und Halden des Braunkohlenbergbaues: Ein Beitrag zur pedozoologischen Standortsdiagnose. (Habilitationsschrift), Dresden, 1968.
- Unbekanntes Leben im Boden, Leipzig, Jena, Berlin: Urania Verlag, 1970.
- Nepoznatijat život v počvata, Sofia: Zemizdat, 1978.
- Tiere im Boden (4. Auflage), Hohenwarsleben: Westarp-Wissenschaftsverlag, 2008, ISBN 978-3-89432-424-7.
- (Hrsg.): Baruther Schafberg und Dubrauker Horken. Naturforschende Gesellschaft der Oberlausitz, Görlitz 2011.